# Альфред Штурм
Альфред Штурм (нім. Alfred Sturm; 23 серпня 1888, Саарбрюкен — 8 березня 1962, Детмольд) — німецький воєначальник, командир наземних і десантних частин люфтваффе, генерал-лейтенант.

## Біографія
17 жовтня 1905 року вступив рядовим в армію, з 30 вересня 1908 року служив в 144-му піхотному полку. Учасник Першої світової війни, з червня 1915 по березень 1917 року проходив підготовку в 4-му запасному авіазагоні. У 1917-18 роках воював у складі 5-ї, потім 89-ї винищувальної ескадрильї.
Після демобілізації армії залишений в рейхсвері, служив в піхоті. З 1 листопада 1928 по 31 липня 1930 року проходив підготовку на секретних льотних курсах рейхсверу (в цей період офіційно значився у відставці). З 1 вересня 1930 року — командир роти 8-го піхотного полку. 1 жовтня 1933 року переведений в люфтваффе. З 1 січня 1935 року — начальник льотної школи в Магдебурзі і комендант авіабази. З 1 січня 1936 року — комендант авіабази Детмольд.
З 1 квітня 1939 року — командир 72-го навчального авіаполку. 1 квітня 1940 року переведений в Імперське міністерство авіації начальником відділу, а 1 липня 1940 року призначений командиром 2-го парашутного полку. Учасник Балканської кампанії, одночасно 20-30 травня 1941 року під час захоплення Криту виконував обов'язки командира 7-ї авіаційної дивізії — заміщав загиблого Вільгельма Зюссманна. З 1 жовтня 1942 року — начальник училищ наземних військ люфтваффе, керував підготовкою офіцерів парашутних і авіапольових дивізій. Одночасно на початку 1944 року командував дивізійною бойовою групою «Штурм» на Заході. 4 січня 1945 року переведений в розпорядження начальника автотранспортних з'єднань вермахту. У квітні 1945 року знову очолив дивізійну групу «Штурм», яка діяла в Граці. 23 квітня 1945 року взятий в полон союзниками. 5 червня 1947 року звільнений.

## Звання
- Віце-фельдфебель (1 серпня 1913)
- Лейтенант запасу і заступник офіцера (1 січня 1915)
- Лейтенант (5 червня 1919)
- Оберлейтенант (15 січня 1921)
- Гауптман (1 березня 1926)
- Майор (21 квітня 1925)
- Оберстлейтенант (2 серпня 1936)
- Оберст (1 жовтня 1938)
- Генерал-майор (1 серпня 1941)
- Генерал-лейтенант (1 серпня 1943)

## Нагороди
- Залізний хрест
  - 2-го класу (18 червня 1916)
  - 1-го класу (17 січня 1917)
- Нагрудний знак військового пілота (Пруссія)
- Почесний кубок для переможця у повітряному бою
- Нагрудний знак «За поранення» в чорному — за поранення, отримане 27 січня 1915 року.
- Почесний хрест ветерана війни з мечами
- Медаль «За вислугу років у Вермахті» 4-го, 3-го, 2-го і 1-го класу (25 років)
- Нагрудний знак пілота
- Застібка до Залізного хреста
  - 2-го класу (28 жовтня 1940)
  - 1-го класу (25 червня 1941)
- Лицарський хрест Залізного хреста (9 липня 1941)
- Знак парашутиста Німеччини
- Нарукавна стрічка «Крит»
- Неодноразово відзначений у Вермахтберіхт